# WWE Divas Championship
Het WWE Divas Championship was een vrouwelijk professioneel worstelkampioenschap dat gecreëerd werd en eigendom was van de Amerikaanse worstelorganisatie WWE. Het kampioenschap werd geproduceerd in 2008 en werd geïntroduceerd door voormalige SmackDown General Manager Vickie Guerrero als een alternatief voor Raw's WWE Women's Championship.
Bij het evenement WrestleMania 32 op 3 april 2016 werd het Divas Championship opgeheven en vervangen door een gloednieuwe WWE Women's Championship. (later het jaar hernoemd tot WWE Raw Women's Championship als deelname van de WWE Draft 2016, waar het kampioenschap exclusief voor Raw is).

## Geschiedenis
Als resultaat van de WWE Brand Extension in 2002 werd het WWE Women's Championship gemaakt aan het WWE Raw. Daarna konden de Diva's van Raw voor het WWE Women's Championship concurreren, terwijl de Diva's van SmackDown voor een vrouw-exclusief kampioenschap niet konden concurreren.
Toen Torrie Wilson, Melina, en Ashley voor het Women's Championship uitgedaagd waren, hebben ze nooit de titel gewonnen op SmackDown. Dit leidde tot de verwezenlijking van het WWE Divas Championship tijdens de aflevering van SmackDown op 6 juni 2008 die door SmackDown General Manager Vickie Guerrero werd aangekondigd.
De kampioensriem werd officieel onthuld op de aflevering van SmackDown van 4 juli 2008. Michelle McCool versloeg Natalya in The Great American Bash om de allereerste kampioene te worden van de WWE Divas Championship.